# (418265) 2008 EA32
(418265) 2008 EA32は、アティラ群に属する地球近傍小惑星の1つ。2008年3月10日にカタリナ・スカイサーベイによる観測で発見された。

## 軌道の性質
2008 EA32の近日点距離は水星軌道と接する0.428 au、遠日点距離は地球軌道より内側の0.804 auである。地球近傍小惑星（NEO）に分類されており、遠日点距離が0.984 auより短いため、その中でもアティラ群と呼ばれるグループに属している。2008 EA32は発見当初、当時知られていた小惑星の中で最も遠日点が太陽に近い小惑星であった。遠日点距離が0.9 au以下である小惑星に限定しても、当初は2008 EA32の他に2013 TQ5（0.894 au）と(164294) 2004 XZ130（0.898 au）の2例しか知られていなかった。2020年時点では、2008 EA32より遠日点が太陽に近い小惑星が3個発見されており、2008 EA32は既知の小惑星の中で4番目に遠日点が太陽に近い小惑星となっている。
2008 EA32 は水星、金星、地球に対してかなり接近する公転軌道を有する。軌道の詳細も判明しているため、接近に関してはかなり詳細に判明している。特に水星に対しては、1900年から2200年の間に1000万 km以内に接近する可能性が50回ほどある。

## 物理的性質
2008 EA32の絶対等級は16.4等級である。アルベドを地球近傍小惑星にしばしば適用される0.13と仮定すると、直径は1.934 kmとなる。